# Gant
Gant, stiliserad som GANT, är ett internationellt konfektionsföretag som har sitt huvudkontor i Stockholm, och har 583 butiker världen över i 70 länder. Gant grundades 1949 av Bernard Gant i USA.
Gant är det varumärke som först började massproducera skjortor. Bolaget införde även en prisbelönt knappslejf och en låsögla på skjortans rygg.

## Historik

### Tidig historik
Bernard Gantmacher anlände till New York City 1914 som en judisk invandrare från Ukraina. Gantmacher jobbade på en klädfabrik, där han sydde skjortkragar medan han studerade till apotekare. Några år senare träffade han sin framtida fru, Rebecca Rose, en knapp- och knapphålsspecialist som arbetade på samma företag. När Gantmacher återvände från militärtjänsten efter första världskriget gifte de sig och grundade företaget Par-Ex Shirt Company tillsammans med sin affärspartner Morris Shapiro. Företaget tillverkade skjortor för varumärken som Brooks Brothers, J. Press och Manhattan. Paret fick två barn, Marty och Elliot, födda 1921 och 1926. I april 1949 lanserades varumärket GANT. Efter faderns död 1955 tog Gant-bröderna över företagets verksamhet.
Gants button down-skjortor var populära bland Amerikas manliga studenter under början och mitten av 60-talet. Skjortorna var kända för sina knappar på kragens baksida, låsöglor och plissering. 1968 sålde Gant-bröderna företaget till Consolidated Foods men stannade hos företaget. 1971 lanserade företaget sin första fullständiga klädkollektion och under 1974 lanserades varumärket Rugger. 1979 blev Gant ett dotterbolag till klädtillverkaren Palm Beach Company och upphörde med sin verksamhet i New Haven.

### 1981–2000
Under 1980/1981 klev Gant in på den internationella marknaden när Pyramid Sportswear från Sverige fick rättigheterna att designa och marknadsföra Gant utanför USA. Till en början sålde Pyramid endast Gant i Sverige men varumärket växte snabbt även internationellt. 1995 köpte Phillips-Van Heusen varumärket Gant i USA från Crystal Brands, Inc., en tillverkare av sportkläder som gått i konkurs. Under 1997 öppnade Gant sin första butik i USA. Phillips-Van Heusen sålde sin Gant-verksamhet till Pyramid Sportswear från Sverige för 71 miljoner dollar 1999.

### 2001–nutid
När Pyramid Sportswear köpte Gant och blev Gant Pyramid Aktiebolag blev Gant ett globalt varumärke. Under våren 2006 blev Gant ett aktiebolag och noterades på Stockholmsbörsens O-lista tills det avnoterades den 20 mars 2008 när det köptes av den schweiziska detaljhandelskoncernen Maus Frères.

## Verksamhet
Gant har verksamhet i 70 länder och dess produkter finns hos 4 000 återförsäljare och i 583 Gant-butiker över hela världen. "House of Gant" har tre olika kollektioner: GANT, GANT Diamond G och GANT Rugger. Gant är huvudsakligen ett klädmärke, men tillhandahåller även accessoarer och heminredningskollektionen Gant Home, dock i mindre skala. Företaget blandar amerikansk och europeisk klädstil.